# 九里山白云洞古生物化石地点
九里山白云洞古生物化石地点，位于江苏省徐州市鼓楼区，是中华人民共和国江苏省文物保护单位之一。
2006年6月5日，授予江苏省文物保护单位，是一座古遗址。